# بوكليس دي لا مايين 2023
2023 Boucles de la Mayenne (بالفرنسية: Boucles de la Mayenne 2023)‏ هو سباق دراجات هوائية، وهو الموسم الثامن والأربعين من بوكليس دي لا مايين، وأقيم خلال الفترة من 25 مايو 2023، وحتى 28 مايو 2023.
فاز بالمركز الأول وفي ترتيب النقاط للشباب Oier Lazkano ‏، وفاز بالمركز الثاني وفي ترتيب النقاط ارنو ديمار، وفاز بالمركز الثالث Axel Zingle ‏، وفاز في تصنيف الجبال Jacob Hindsgaul Madsen ‏، وفاز في ترتيب الفرق موفيستار 2023 ‏.

## الفرق
| فرق عالمية (6)- AG2R Citroën Team - Cofidis - Groupama-FDJ - Movistar Team - Arkéa-Samsic - UAE Team Emirates فرق برو (11)- بنجوال باوليز ساوكس دبليو بي ‏ - برجس بي إتش 2023 ‏ - كاجا رورال-سيغوروس 2023 ‏ - Equipo Kern Pharma ‏ - Human Powered Health - Lotto Dstny - فريق الدراجات Q36.5 ‏ - سبورت فلاندرين بالويس ‏ - TotalEnergies - سويس ريسينغ أكادمي 2023 ‏ - أونو اكس برو سايكلنج تيم 2023 ‏ فرق قارية (4)- CIC U Nantes Atlantique ‏ - Van Rysel–Roubaix ‏ - Nice Métropole Côte d'Azur ‏ - إتش بي بي تي بي – أوبير 93 ‏ |  |
| |  |

## المراحل
| قائمة المراحل | قائمة المراحل | قائمة المراحل                                  | قائمة المراحل         | قائمة المراحل | قائمة المراحل | قائمة المراحل   | قائمة المراحل |
| المرحلة       | التاريخ       | الدورة                                         |                       | المسافة (كم)  | الارتفاع      | الفائز بالمرحلة | القائد العام  |
| ------------- | ------------- | ---------------------------------------------- | --------------------- | ------------- | ------------- | --------------- | ------------- |
| المقدمة       | 25 مايو       | لافال – لافال                                  | مرحلة سباق الزمن فردي | 4٫1           | 51 م          | إيفو أوليفيرا   | إيفو أوليفيرا |
| المرحلة 1     | 26 مايو       | Saint-Mars-sur-Colmont ‏ – Lassay-les-Châteaux ‏ | مرحلة التلال          | 185٫2         | 2٬414 م       | Oier Lazkano ‏   | Oier Lazkano ‏ |
| المرحلة 2     | 27 مايو       | Saint-Berthevin ‏ – Meslay-du-Maine ‏            | مرحلة مستوية          | 181٫3         | 1٬165 م       | ارنو ديمار      | Oier Lazkano ‏ |
| المرحلة 3     | 28 مايو       | Montsûrs ‏ – لافال                              | مرحلة التلال          | 167           | 1٬906 م       | أرفيد دي كلاين ‏ | Oier Lazkano ‏ |

## النتيجة

### مرحلة 0
هي مرحلة من نوع سباق زمن فردي، أقيمت في 25 مايو 2023، وامتدّت لمسافة 4.1 كيلومتر. فاز بالمركز الأول، وتصدر ترتيب النقاط والترتيب العام في نهاية المرحلة ايفو أوليفيرا، وتصدر ترتيب النقاط للشباب Maikel Zijlaard ‏، وتصدر ترتيب الفرق أيه إل أم 2023 ‏.
| التصنيف العام         | التصنيف العام      | التصنيف العام       | التصنيف العام | التصنيف العام |
| العداء                | العداء             | الفريق              | الوقت         |               |
| --------------------- | ------------------ | ------------------- | ------------- | ------------- |
| 1                     | إيفو أوليفيرا      | فريق الإمارات       | 5 د 17 ث      |               |
| 2                     | Axel Zingle ‏       | Cofidis             | + 2 ث         |               |
| 3                     | بينوا كوسنيفروي    | AG2R Citroën Team   | + 3 ث         |               |
| 4                     | Mathias Norsgaard ‏ | موفيستار            | + 4 ث         |               |
| 5                     | Maikel Zijlaard ‏   | سويس ريسينغ أكادمي ‏ | + 6 ث         |               |
| 6                     | ارنو ديمار         | Groupama-FDJ        | + 6 ث         |               |
| 7                     | Lorenzo Germani ‏   | Groupama-FDJ        | + 6 ث         |               |
| 8                     | توم بولي           | سويس ريسينغ أكادمي ‏ | + 7 ث         |               |
| 9                     | Ewen Costiou ‏      | اركيا سامسيك        | + 7 ث         |               |
| 10                    | دريس فان جيستل     | TotalEnergies       | + 7 ث         |               |
|                       |                    |                     |               |               |
| مصدر: ProCyclingStats |                    |                     |               |               |

### مرحلة 1
هي مرحلة جبلية، أقيمت في 26 مايو 2023، وامتدّت لمسافة 185.2 كيلومتر. فاز بالمركز الأول، وتصدر ترتيب النقاط وترتيب النقاط للشباب والترتيب العام في نهاية المرحلة Oier Lazkano ‏، وتصدر ترتيب التسلق Jacob Hindsgaul Madsen ‏، وتصدر ترتيب الفرق موفيستار 2023 ‏.
| التصنيف العام         | التصنيف العام           | التصنيف العام             | التصنيف العام | التصنيف العام |
| العداء                | العداء                  | الفريق                    | الوقت         |               |
| --------------------- | ----------------------- | ------------------------- | ------------- | ------------- |
| 1                     | Oier Lazkano ‏           | موفيستار                  | 4 س 34 د 23 ث |               |
| 2                     | إيفو أوليفيرا           | فريق الإمارات             | + 42 ث        |               |
| 3                     | Jacob Hindsgaul Madsen ‏ | أونو اكس برو سايكلنج تيم ‏ | + 44 ث        |               |
| 4                     | Axel Zingle ‏            | Cofidis                   | + 44 ث        |               |
| 5                     | بينوا كوسنيفروي         | AG2R Citroën Team         | + 45 ث        |               |
| 6                     | Célestin Guillon ‏       | Van Rysel–Roubaix ‏        | + 48 ث        |               |
| 7                     | ارنو ديمار              | Groupama-FDJ              | + 48 ث        |               |
| 8                     | Ewen Costiou ‏           | اركيا سامسيك              | + 49 ث        |               |
| 9                     | دريس فان جيستل          | TotalEnergies             | + 49 ث        |               |
| 10                    | Sandy Dujardin ‏         | TotalEnergies             | + 50 ث        |               |
|                       |                         |                           |               |               |
| مصدر: ProCyclingStats |                         |                           |               |               |

### مرحلة 2
هي مرحلة مستوية، أقيمت في 27 مايو 2023، وامتدّت لمسافة 181.3 كيلومتر. فاز بالمركز الأول، وتصدر ترتيب النقاط ارنو ديمار، وتصدر ترتيب الفرق موفيستار 2023 ‏، وتصدر ترتيب التسلق Jacob Hindsgaul Madsen ‏، وتصدر الترتيب العام في نهاية المرحلة وترتيب النقاط للشباب Oier Lazkano ‏.
| التصنيف العام         | التصنيف العام           | التصنيف العام             | التصنيف العام | التصنيف العام |
| العداء                | العداء                  | الفريق                    | الوقت         |               |
| --------------------- | ----------------------- | ------------------------- | ------------- | ------------- |
| 1                     | Oier Lazkano ‏           | موفيستار                  | 8 س 40 د 05 ث |               |
| 2                     | ارنو ديمار              | Groupama-FDJ              | + 38 ث        |               |
| 3                     | إيفو أوليفيرا           | فريق الإمارات             | + 40 ث        |               |
| 4                     | Axel Zingle ‏            | Cofidis                   | + 41 ث        |               |
| 5                     | Milan Menten ‏           | Lotto Dstny               | + 43 ث        |               |
| 6                     | Jacob Hindsgaul Madsen ‏ | أونو اكس برو سايكلنج تيم ‏ | + 43 ث        |               |
| 7                     | Sandy Dujardin ‏         | TotalEnergies             | + 45 ث        |               |
| 8                     | بينوا كوسنيفروي         | AG2R Citroën Team         | + 45 ث        |               |
| 9                     | Célestin Guillon ‏       | Van Rysel–Roubaix ‏        | + 48 ث        |               |
| 10                    | Ewen Costiou ‏           | اركيا سامسيك              | + 49 ث        |               |
|                       |                         |                           |               |               |
| مصدر: ProCyclingStats |                         |                           |               |               |

### مرحلة 3
هي مرحلة جبلية، أقيمت في 28 مايو 2023، وامتدّت لمسافة 167 كيلومتر. فاز بالمركز الأول أرفيد دي كلاين ‏، وتصدر ترتيب التسلق Jacob Hindsgaul Madsen ‏، وتصدر ترتيب النقاط ارنو ديمار، وتصدر ترتيب الفرق موفيستار 2023 ‏، وتصدر الترتيب العام في نهاية المرحلة وترتيب النقاط للشباب Oier Lazkano ‏.

## المشاركون
| Cofidis COF | Cofidis COF               | Cofidis COF |
| ----------- | ------------------------- | ----------- |
| م           | عداء                      | مرتبة       |
| 1           | Axel Zingle ‏              | 3           |
| 2           | André Carvalho (cyclist) ‏ | 96          |
| 3           | Eddy Finé ‏                | 42          |
| 4           | Wesley Kreder ‏            | 86          |
| 5           | Christophe Noppe ‏         | 104         |
| 6           | ماكس والشيد               | 81          |

| AG2R Citroën Team ACT | AG2R Citroën Team ACT | AG2R Citroën Team ACT |
| --------------------- | --------------------- | --------------------- |
| م                     | عداء                  | مرتبة                 |
| 11                    | بينوا كوسنيفروي       | 8                     |
| 12                    | Franck Bonnamour ‏     | 85                    |
| 13                    | Pierre Gautherat ‏     | 83                    |
| 14                    | Antoine Raugel ‏       | 73                    |
| 15                    | مارك ساريو            | 68                    |
| 16                    | كليمان فنتوريني       | 10                    |

| Movistar Team MOV | Movistar Team MOV              | Movistar Team MOV |
| ----------------- | ------------------------------ | ----------------- |
| م                 | عداء                           | مرتبة             |
| 21                | Oier Lazkano ‏                  | 1                 |
| 22                | إيمانول إرفيتي                 | 52                |
| 23                | Mathias Norsgaard ‏ (زمني فردي) | 9                 |
| 24                | Vinícius Rangel ‏ (طريق)        | 33                |
| 25                | Iván Romeo ‏                    | لم يكمل السباق-2  |
| 26                | غونزالو سيرانو                 | 27                |

| UAE Team Emirates UAD | UAE Team Emirates UAD | UAE Team Emirates UAD |
| --------------------- | --------------------- | --------------------- |
| م                     | عداء                  | مرتبة                 |
| 31                    | مارك هيرشي            | 18                    |
| 33                    | ألفارو هودج           | لم يكمل السباق-3      |
| 34                    | إيفو أوليفيرا         | 4                     |
| 35                    | روي أوليفيرا          | 90                    |
| 36                    | مايكل فينك ‏           | 110                   |

| Groupama-FDJ GFC | Groupama-FDJ GFC | Groupama-FDJ GFC |
| ---------------- | ---------------- | ---------------- |
| م                | عداء             | مرتبة            |
| 41               | ارنو ديمار       | 2                |
| 42               | Clément Davy ‏    | 107              |
| 43               | Lorenzo Germani ‏ | 76               |
| 44               | Laurence Pithie ‏ | 24               |
| 45               | مايلز سكوتسون    | 19               |
| 46               | Bram Welten ‏     | 59               |

| Arkéa-Samsic ARK | Arkéa-Samsic ARK | Arkéa-Samsic ARK |
| ---------------- | ---------------- | ---------------- |
| م                | عداء             | مرتبة            |
| 51               | ناصر بوهاني      | 72               |
| 52               | لوران بيشون      | 30               |
| 53               | Ewen Costiou ‏    | 12               |
| 54               | Donavan Grondin ‏ | 60               |
| 55               | Simon Guglielmi ‏ | 66               |
| 56               | Andrii Ponomar ‏  | 50               |

| Lotto Dstny LTD | Lotto Dstny LTD     | Lotto Dstny LTD |
| --------------- | ------------------- | --------------- |
| م               | عداء                | مرتبة           |
| 61              | Milan Menten ‏       | 5               |
| 62              | توماس دي جيندت      | 89              |
| 63              | سيباستيان غرينيار ‏  | 92              |
| 64              | Arjen Livyns ‏       | 71              |
| 65              | Mathijs Paasschens ‏ | 36              |
| 66              | Harry Sweeny ‏       | 63              |

| أونو-إكس موبيليتي ‏ UXT | أونو-إكس موبيليتي ‏ UXT  | أونو-إكس موبيليتي ‏ UXT |
| ---------------------- | ----------------------- | ---------------------- |
| م                      | عداء                    | مرتبة                  |
| 71                     | Fredrik Dversnes ‏       | 21                     |
| 72                     | Louis Bendixen ‏         | 69                     |
| 73                     | Stian Fredheim ‏         | 97                     |
| 74                     | تورد غودميستاد ‏         | 105                    |
| 75                     | ماركوس هانسن            | 94                     |
| 76                     | Jacob Hindsgaul Madsen ‏ | 6                      |

| TotalEnergies TEN | TotalEnergies TEN   | TotalEnergies TEN |
| ----------------- | ------------------- | ----------------- |
| م                 | عداء                | مرتبة             |
| 81                | Jason Tesson ‏       | 103               |
| 82                | إيدفالد بواسون هاغن | 26                |
| 83                | Sandy Dujardin ‏     | 7                 |
| 84                | Emilien Jeannière ‏  | 78                |
| 85                | جوليان سيمون        | 28                |
| 86                | دريس فان جيستل      | 14                |

| سويس ريسينغ أكادمي ‏ TUD | سويس ريسينغ أكادمي ‏ TUD   | سويس ريسينغ أكادمي ‏ TUD |
| ----------------------- | ------------------------- | ----------------------- |
| م                       | عداء                      | مرتبة                   |
| 91                      | أرفيد دي كلاين ‏           | 16                      |
| 92                      | توم بولي                  | 95                      |
| 93                      | Sebastian Kolze Changizi ‏ | 87                      |
| 94                      | Simon Pellaud ‏            | 79                      |
| 95                      | ريك بلومرز ‏               | 64                      |
| 96                      | Maikel Zijlaard ‏          | 75                      |

| فريق الدراجات Q36.5 ‏ Q36 | فريق الدراجات Q36.5 ‏ Q36 | فريق الدراجات Q36.5 ‏ Q36 |
| ------------------------ | ------------------------ | ------------------------ |
| م                        | عداء                     | مرتبة                    |
| 101                      | جاك باور                 | 46                       |
| 102                      | Filippo Conca ‏           | 40                       |
| 103                      | Marcel Camprubí ‏         | 88                       |
| 104                      | ماتيو موشيتي             | لم يكمل السباق-2         |
| 105                      | Nicolò Parisini ‏         | 15                       |
| 106                      | Joey Rosskopf ‏           | 35                       |

| برجس بي إتش ‏ BBH | برجس بي إتش ‏ BBH        | برجس بي إتش ‏ BBH |
| ---------------- | ----------------------- | ---------------- |
| م                | عداء                    | مرتبة            |
| 111              | Cyril Barthe ‏           | 41               |
| 112              | خيسوس إيزكيرا           | 22               |
| 113              | Miguel Ángel Fernández ‏ | 112              |
| 114              | Ángel Fuentes ‏          | 48               |
| 115              | Felipe Orts ‏            | 91               |
| 116              | Manuel Peñalver ‏        | 55               |

| Human Powered Health HPM | Human Powered Health HPM | Human Powered Health HPM |
| ------------------------ | ------------------------ | ------------------------ |
| م                        | عداء                     | مرتبة                    |
| 121                      | Barnabás Peák ‏           | لم يكمل السباق-3         |
| 122                      | Pier-André Côté ‏ (طريق)  | لم يكمل السباق-2         |
| 123                      | ماثيو جيبسون             | 100                      |
| 124                      | فيسل كرول ‏               | 70                       |
| 125                      | Gijs Van Hoecke ‏         | 47                       |
| 126                      | ساشا ويميس               | 109                      |

| بنجوال باوليز ساوكس دبليو بي ‏ BWB | بنجوال باوليز ساوكس دبليو بي ‏ BWB | بنجوال باوليز ساوكس دبليو بي ‏ BWB |
| --------------------------------- | --------------------------------- | --------------------------------- |
| م                                 | عداء                              | مرتبة                             |
| 131                               | ماتيو مالوسيلي                    | 74                                |
| 132                               | Rémy Mertz ‏                       | 62                                |
| 133                               | Dimitri Peyskens ‏                 | 20                                |
| 134                               | ماركو تيزا                        | 67                                |
| 135                               | Aaron Van der Beken ‏              | 23                                |
| 136                               | Luca De Meester ‏                  | 101                               |

| Equipo Kern Pharma ‏ EKP | Equipo Kern Pharma ‏ EKP    | Equipo Kern Pharma ‏ EKP |
| ----------------------- | -------------------------- | ----------------------- |
| م                       | عداء                       | مرتبة                   |
| 141                     | Iñigo Elosegui ‏            | 99                      |
| 142                     | فرنسيسكو غالفان            | 38                      |
| 143                     | Álex Jaime ‏                | 34                      |
| 144                     | مارتي ماركيز               | 65                      |
| 145                     | Eugenio Sánchez (cyclist) ‏ | 93                      |
| 146                     | Danny van der Tuuk ‏        | 37                      |

| سبورت فلاندرين بالويس ‏ TFB | سبورت فلاندرين بالويس ‏ TFB | سبورت فلاندرين بالويس ‏ TFB |
| -------------------------- | -------------------------- | -------------------------- |
| م                          | عداء                       | مرتبة                      |
| 151                        | أليكس كولمان ‏              | 49                         |
| 152                        | Sander De Pestel ‏          | 98                         |
| 154                        | Jules Hesters ‏             | 102                        |
| 155                        | Noah Vandenbranden ‏        | لم يكمل السباق-3           |

| كاجا رورال-سيغوروس ‏ CJR | كاجا رورال-سيغوروس ‏ CJR | كاجا رورال-سيغوروس ‏ CJR |
| ----------------------- | ----------------------- | ----------------------- |
| م                       | عداء                    | مرتبة                   |
| 162                     | Daniel Babor ‏           | 106                     |
| 163                     | Jon Barrenetxea ‏        | 13                      |
| 164                     | Tomáš Bárta ‏            | 111                     |
| 165                     | ديفيد غونزاليس          | 25                      |
| 166                     | ميكال شليغل             | 58                      |

| CIC U Nantes Atlantique ‏ UCN | CIC U Nantes Atlantique ‏ UCN | CIC U Nantes Atlantique ‏ UCN |
| ---------------------------- | ---------------------------- | ---------------------------- |
| م                            | عداء                         | مرتبة                        |
| 171                          | Nolann Mahoudo ‏              | لم يكمل السباق-3             |
| 172                          | بيير باربييه                 | لم يكمل السباق-3             |
| 173                          | Léo Danès ‏                   | 43                           |
| 174                          | FRA                          | 80                           |
| 175                          | ايمانويل مورين               | 61                           |
| 176                          | Rasmus Søjberg Pedersen ‏     | 84                           |

| إتش بي بي تي بي – أوبير 93 ‏ AUB | إتش بي بي تي بي – أوبير 93 ‏ AUB | إتش بي بي تي بي – أوبير 93 ‏ AUB |
| ------------------------------- | ------------------------------- | ------------------------------- |
| م                               | عداء                            | مرتبة                           |
| 181                             | Thomas Gachignard ‏              | 31                              |
| 182                             | Nicolas Debeaumarché ‏           | 45                              |
| 183                             | Thomas Devaux ‏                  | لم يكمل السباق-3                |
| 184                             | أنتوني مالدونادو                | 57                              |
| 185                             | Flavien Maurelet ‏               | 51                              |
| 186                             | Morné van Niekerk ‏              | 53                              |

| Van Rysel–Roubaix ‏ VRL | Van Rysel–Roubaix ‏ VRL | Van Rysel–Roubaix ‏ VRL |
| ---------------------- | ---------------------- | ---------------------- |
| م                      | عداء                   | مرتبة                  |
| 191                    | توماس بودات            | 29                     |
| 192                    | Célestin Guillon ‏      | 11                     |
| 193                    | Maximilien Juillard ‏   | 77                     |
| 194                    | صموئيل لورو ‏           | 17                     |
| 195                    | Jérémy Leveau ‏         | 32                     |
| 196                    | Tom Mainguenaud ‏       | 44                     |

| Nice Métropole Côte d'Azur ‏ NMC | Nice Métropole Côte d'Azur ‏ NMC | Nice Métropole Côte d'Azur ‏ NMC |
| ------------------------------- | ------------------------------- | ------------------------------- |
| م                               | عداء                            | مرتبة                           |
| 201                             | Paul Hennequin ‏                 | لم يكمل السباق-3                |
| 202                             | Edouard Bonnefoix ‏              | 108                             |
| 203                             | Jonathan Couanon ‏               | 54                              |
| 204                             | Jean-Louis Le Ny ‏               | 82                              |
| 205                             | Axel Narbonne-Zuccarelli ‏       | 39                              |
| 206                             | Maxime Urruty ‏                  | 56                              |

| Cofidis COF | Cofidis COF               | Cofidis COF |
| ----------- | ------------------------- | ----------- |
| م           | عداء                      | مرتبة       |
| 1           | Axel Zingle ‏              | 3           |
| 2           | André Carvalho (cyclist) ‏ | 96          |
| 3           | Eddy Finé ‏                | 42          |
| 4           | Wesley Kreder ‏            | 86          |
| 5           | Christophe Noppe ‏         | 104         |
| 6           | ماكس والشيد               | 81          |

| AG2R Citroën Team ACT | AG2R Citroën Team ACT | AG2R Citroën Team ACT |
| --------------------- | --------------------- | --------------------- |
| م                     | عداء                  | مرتبة                 |
| 11                    | بينوا كوسنيفروي       | 8                     |
| 12                    | Franck Bonnamour ‏     | 85                    |
| 13                    | Pierre Gautherat ‏     | 83                    |
| 14                    | Antoine Raugel ‏       | 73                    |
| 15                    | مارك ساريو            | 68                    |
| 16                    | كليمان فنتوريني       | 10                    |

| Movistar Team MOV | Movistar Team MOV              | Movistar Team MOV |
| ----------------- | ------------------------------ | ----------------- |
| م                 | عداء                           | مرتبة             |
| 21                | Oier Lazkano ‏                  | 1                 |
| 22                | إيمانول إرفيتي                 | 52                |
| 23                | Mathias Norsgaard ‏ (زمني فردي) | 9                 |
| 24                | Vinícius Rangel ‏ (طريق)        | 33                |
| 25                | Iván Romeo ‏                    | لم يكمل السباق-2  |
| 26                | غونزالو سيرانو                 | 27                |

| UAE Team Emirates UAD | UAE Team Emirates UAD | UAE Team Emirates UAD |
| --------------------- | --------------------- | --------------------- |
| م                     | عداء                  | مرتبة                 |
| 31                    | مارك هيرشي            | 18                    |
| 33                    | ألفارو هودج           | لم يكمل السباق-3      |
| 34                    | إيفو أوليفيرا         | 4                     |
| 35                    | روي أوليفيرا          | 90                    |
| 36                    | مايكل فينك ‏           | 110                   |

| Groupama-FDJ GFC | Groupama-FDJ GFC | Groupama-FDJ GFC |
| ---------------- | ---------------- | ---------------- |
| م                | عداء             | مرتبة            |
| 41               | ارنو ديمار       | 2                |
| 42               | Clément Davy ‏    | 107              |
| 43               | Lorenzo Germani ‏ | 76               |
| 44               | Laurence Pithie ‏ | 24               |
| 45               | مايلز سكوتسون    | 19               |
| 46               | Bram Welten ‏     | 59               |

| Arkéa-Samsic ARK | Arkéa-Samsic ARK | Arkéa-Samsic ARK |
| ---------------- | ---------------- | ---------------- |
| م                | عداء             | مرتبة            |
| 51               | ناصر بوهاني      | 72               |
| 52               | لوران بيشون      | 30               |
| 53               | Ewen Costiou ‏    | 12               |
| 54               | Donavan Grondin ‏ | 60               |
| 55               | Simon Guglielmi ‏ | 66               |
| 56               | Andrii Ponomar ‏  | 50               |

| Lotto Dstny LTD | Lotto Dstny LTD     | Lotto Dstny LTD |
| --------------- | ------------------- | --------------- |
| م               | عداء                | مرتبة           |
| 61              | Milan Menten ‏       | 5               |
| 62              | توماس دي جيندت      | 89              |
| 63              | سيباستيان غرينيار ‏  | 92              |
| 64              | Arjen Livyns ‏       | 71              |
| 65              | Mathijs Paasschens ‏ | 36              |
| 66              | Harry Sweeny ‏       | 63              |

| أونو-إكس موبيليتي ‏ UXT | أونو-إكس موبيليتي ‏ UXT  | أونو-إكس موبيليتي ‏ UXT |
| ---------------------- | ----------------------- | ---------------------- |
| م                      | عداء                    | مرتبة                  |
| 71                     | Fredrik Dversnes ‏       | 21                     |
| 72                     | Louis Bendixen ‏         | 69                     |
| 73                     | Stian Fredheim ‏         | 97                     |
| 74                     | تورد غودميستاد ‏         | 105                    |
| 75                     | ماركوس هانسن            | 94                     |
| 76                     | Jacob Hindsgaul Madsen ‏ | 6                      |

| TotalEnergies TEN | TotalEnergies TEN   | TotalEnergies TEN |
| ----------------- | ------------------- | ----------------- |
| م                 | عداء                | مرتبة             |
| 81                | Jason Tesson ‏       | 103               |
| 82                | إيدفالد بواسون هاغن | 26                |
| 83                | Sandy Dujardin ‏     | 7                 |
| 84                | Emilien Jeannière ‏  | 78                |
| 85                | جوليان سيمون        | 28                |
| 86                | دريس فان جيستل      | 14                |

| سويس ريسينغ أكادمي ‏ TUD | سويس ريسينغ أكادمي ‏ TUD   | سويس ريسينغ أكادمي ‏ TUD |
| ----------------------- | ------------------------- | ----------------------- |
| م                       | عداء                      | مرتبة                   |
| 91                      | أرفيد دي كلاين ‏           | 16                      |
| 92                      | توم بولي                  | 95                      |
| 93                      | Sebastian Kolze Changizi ‏ | 87                      |
| 94                      | Simon Pellaud ‏            | 79                      |
| 95                      | ريك بلومرز ‏               | 64                      |
| 96                      | Maikel Zijlaard ‏          | 75                      |

| فريق الدراجات Q36.5 ‏ Q36 | فريق الدراجات Q36.5 ‏ Q36 | فريق الدراجات Q36.5 ‏ Q36 |
| ------------------------ | ------------------------ | ------------------------ |
| م                        | عداء                     | مرتبة                    |
| 101                      | جاك باور                 | 46                       |
| 102                      | Filippo Conca ‏           | 40                       |
| 103                      | Marcel Camprubí ‏         | 88                       |
| 104                      | ماتيو موشيتي             | لم يكمل السباق-2         |
| 105                      | Nicolò Parisini ‏         | 15                       |
| 106                      | Joey Rosskopf ‏           | 35                       |

| برجس بي إتش ‏ BBH | برجس بي إتش ‏ BBH        | برجس بي إتش ‏ BBH |
| ---------------- | ----------------------- | ---------------- |
| م                | عداء                    | مرتبة            |
| 111              | Cyril Barthe ‏           | 41               |
| 112              | خيسوس إيزكيرا           | 22               |
| 113              | Miguel Ángel Fernández ‏ | 112              |
| 114              | Ángel Fuentes ‏          | 48               |
| 115              | Felipe Orts ‏            | 91               |
| 116              | Manuel Peñalver ‏        | 55               |

| Human Powered Health HPM | Human Powered Health HPM | Human Powered Health HPM |
| ------------------------ | ------------------------ | ------------------------ |
| م                        | عداء                     | مرتبة                    |
| 121                      | Barnabás Peák ‏           | لم يكمل السباق-3         |
| 122                      | Pier-André Côté ‏ (طريق)  | لم يكمل السباق-2         |
| 123                      | ماثيو جيبسون             | 100                      |
| 124                      | فيسل كرول ‏               | 70                       |
| 125                      | Gijs Van Hoecke ‏         | 47                       |
| 126                      | ساشا ويميس               | 109                      |

| بنجوال باوليز ساوكس دبليو بي ‏ BWB | بنجوال باوليز ساوكس دبليو بي ‏ BWB | بنجوال باوليز ساوكس دبليو بي ‏ BWB |
| --------------------------------- | --------------------------------- | --------------------------------- |
| م                                 | عداء                              | مرتبة                             |
| 131                               | ماتيو مالوسيلي                    | 74                                |
| 132                               | Rémy Mertz ‏                       | 62                                |
| 133                               | Dimitri Peyskens ‏                 | 20                                |
| 134                               | ماركو تيزا                        | 67                                |
| 135                               | Aaron Van der Beken ‏              | 23                                |
| 136                               | Luca De Meester ‏                  | 101                               |

| Equipo Kern Pharma ‏ EKP | Equipo Kern Pharma ‏ EKP    | Equipo Kern Pharma ‏ EKP |
| ----------------------- | -------------------------- | ----------------------- |
| م                       | عداء                       | مرتبة                   |
| 141                     | Iñigo Elosegui ‏            | 99                      |
| 142                     | فرنسيسكو غالفان            | 38                      |
| 143                     | Álex Jaime ‏                | 34                      |
| 144                     | مارتي ماركيز               | 65                      |
| 145                     | Eugenio Sánchez (cyclist) ‏ | 93                      |
| 146                     | Danny van der Tuuk ‏        | 37                      |

| سبورت فلاندرين بالويس ‏ TFB | سبورت فلاندرين بالويس ‏ TFB | سبورت فلاندرين بالويس ‏ TFB |
| -------------------------- | -------------------------- | -------------------------- |
| م                          | عداء                       | مرتبة                      |
| 151                        | أليكس كولمان ‏              | 49                         |
| 152                        | Sander De Pestel ‏          | 98                         |
| 154                        | Jules Hesters ‏             | 102                        |
| 155                        | Noah Vandenbranden ‏        | لم يكمل السباق-3           |

| كاجا رورال-سيغوروس ‏ CJR | كاجا رورال-سيغوروس ‏ CJR | كاجا رورال-سيغوروس ‏ CJR |
| ----------------------- | ----------------------- | ----------------------- |
| م                       | عداء                    | مرتبة                   |
| 162                     | Daniel Babor ‏           | 106                     |
| 163                     | Jon Barrenetxea ‏        | 13                      |
| 164                     | Tomáš Bárta ‏            | 111                     |
| 165                     | ديفيد غونزاليس          | 25                      |
| 166                     | ميكال شليغل             | 58                      |

| CIC U Nantes Atlantique ‏ UCN | CIC U Nantes Atlantique ‏ UCN | CIC U Nantes Atlantique ‏ UCN |
| ---------------------------- | ---------------------------- | ---------------------------- |
| م                            | عداء                         | مرتبة                        |
| 171                          | Nolann Mahoudo ‏              | لم يكمل السباق-3             |
| 172                          | بيير باربييه                 | لم يكمل السباق-3             |
| 173                          | Léo Danès ‏                   | 43                           |
| 174                          | FRA                          | 80                           |
| 175                          | ايمانويل مورين               | 61                           |
| 176                          | Rasmus Søjberg Pedersen ‏     | 84                           |

| إتش بي بي تي بي – أوبير 93 ‏ AUB | إتش بي بي تي بي – أوبير 93 ‏ AUB | إتش بي بي تي بي – أوبير 93 ‏ AUB |
| ------------------------------- | ------------------------------- | ------------------------------- |
| م                               | عداء                            | مرتبة                           |
| 181                             | Thomas Gachignard ‏              | 31                              |
| 182                             | Nicolas Debeaumarché ‏           | 45                              |
| 183                             | Thomas Devaux ‏                  | لم يكمل السباق-3                |
| 184                             | أنتوني مالدونادو                | 57                              |
| 185                             | Flavien Maurelet ‏               | 51                              |
| 186                             | Morné van Niekerk ‏              | 53                              |

| Van Rysel–Roubaix ‏ VRL | Van Rysel–Roubaix ‏ VRL | Van Rysel–Roubaix ‏ VRL |
| ---------------------- | ---------------------- | ---------------------- |
| م                      | عداء                   | مرتبة                  |
| 191                    | توماس بودات            | 29                     |
| 192                    | Célestin Guillon ‏      | 11                     |
| 193                    | Maximilien Juillard ‏   | 77                     |
| 194                    | صموئيل لورو ‏           | 17                     |
| 195                    | Jérémy Leveau ‏         | 32                     |
| 196                    | Tom Mainguenaud ‏       | 44                     |

| Nice Métropole Côte d'Azur ‏ NMC | Nice Métropole Côte d'Azur ‏ NMC | Nice Métropole Côte d'Azur ‏ NMC |
| ------------------------------- | ------------------------------- | ------------------------------- |
| م                               | عداء                            | مرتبة                           |
| 201                             | Paul Hennequin ‏                 | لم يكمل السباق-3                |
| 202                             | Edouard Bonnefoix ‏              | 108                             |
| 203                             | Jonathan Couanon ‏               | 54                              |
| 204                             | Jean-Louis Le Ny ‏               | 82                              |
| 205                             | Axel Narbonne-Zuccarelli ‏       | 39                              |
| 206                             | Maxime Urruty ‏                  | 56                              |

## التصنيف العام النهائي
| التصنيف العام         | التصنيف العام           | التصنيف العام             | التصنيف العام  | التصنيف العام |
| العداء                | العداء                  | الفريق                    | الوقت          |               |
| --------------------- | ----------------------- | ------------------------- | -------------- | ------------- |
| 1                     | Oier Lazkano ‏           | موفيستار                  | 12 س 35 د 30 ث |               |
| 2                     | ارنو ديمار              | Groupama-FDJ              | + 29 ث         |               |
| 3                     | Axel Zingle ‏            | Cofidis                   | + 33 ث         |               |
| 4                     | إيفو أوليفيرا           | فريق الإمارات             | + 38 ث         |               |
| 5                     | Milan Menten ‏           | Lotto Dstny               | + 40 ث         |               |
| 6                     | Jacob Hindsgaul Madsen ‏ | أونو اكس برو سايكلنج تيم ‏ | + 43 ث         |               |
| 7                     | Sandy Dujardin ‏         | TotalEnergies             | + 45 ث         |               |
| 8                     | بينوا كوسنيفروي         | AG2R Citroën Team         | + 45 ث         |               |
| 9                     | Mathias Norsgaard ‏      | موفيستار                  | + 46 ث         |               |
| 10                    | كليمان فنتوريني         | AG2R Citroën Team         | + 47 ث         |               |
|                       |                         |                           |                |               |
| مصدر: ProCyclingStats |                         |                           |                |               |

### تصنيف النقاط
| تصنيف النقاط          | تصنيف النقاط            | تصنيف النقاط              | تصنيف النقاط | تصنيف النقاط |
| العداء                | العداء                  | الفريق                    | النقاط       |              |
| --------------------- | ----------------------- | ------------------------- | ------------ | ------------ |
| 1                     | ارنو ديمار              | Groupama-FDJ              | 69 نقطة      |              |
| 2                     | Axel Zingle ‏            | Cofidis                   | 62 نقطة      |              |
| 3                     | Milan Menten ‏           | Lotto Dstny               | 48 نقطة      |              |
| 4                     | أرفيد دي كلاين ‏         | سويس ريسينغ أكادمي ‏       | 41 نقطة      |              |
| 5                     | Oier Lazkano ‏           | موفيستار                  | 37 نقطة      |              |
| 6                     | إيفو أوليفيرا           | فريق الإمارات             | 29 نقطة      |              |
| 7                     | Jacob Hindsgaul Madsen ‏ | أونو اكس برو سايكلنج تيم ‏ | 28 نقطة      |              |
| 8                     | Sandy Dujardin ‏         | TotalEnergies             | 27 نقطة      |              |
| 9                     | Célestin Guillon ‏       | Van Rysel–Roubaix ‏        | 24 نقطة      |              |
| 10                    | Manuel Peñalver ‏        | برجس بي إتش ‏              | 21 نقطة      |              |
|                       |                         |                           |              |              |
| مصدر: ProCyclingStats |                         |                           |              |              |

### تصنيف الجبال
| تصنيف الجبال          | تصنيف الجبال            | تصنيف الجبال                  | تصنيف الجبال | تصنيف الجبال |
| العداء                | العداء                  | الفريق                        | النقاط       |              |
| --------------------- | ----------------------- | ----------------------------- | ------------ | ------------ |
| 1                     | Jacob Hindsgaul Madsen ‏ | أونو اكس برو سايكلنج تيم ‏     | 45 نقطة      |              |
| 2                     | ماركو تيزا              | بنجوال باوليز ساوكس دبليو بي ‏ | 26 نقطة      |              |
| 3                     | Flavien Maurelet ‏       | إتش بي بي تي بي – أوبير 93 ‏   | 16 نقطة      |              |
| 4                     | Célestin Guillon ‏       | Van Rysel–Roubaix ‏            | 15 نقطة      |              |
| 5                     | Maximilien Juillard ‏    | Van Rysel–Roubaix ‏            | 9 نقطة       |              |
| 6                     | فرنسا                   | CIC U Nantes Atlantique ‏      | 9 نقطة       |              |
| 7                     | Oier Lazkano ‏           | موفيستار                      | 8 نقطة       |              |
| 8                     | Jon Barrenetxea ‏        | كاجا رورال-سيغوروس ‏           | 8 نقطة       |              |
| 9                     | Ewen Costiou ‏           | اركيا سامسيك                  | 6 نقطة       |              |
| 10                    | صموئيل لورو ‏            | Van Rysel–Roubaix ‏            | 6 نقطة       |              |
|                       |                         |                               |              |              |
| مصدر: ProCyclingStats |                         |                               |              |              |

## تصنيف الفرق

### الفرق حسب الوقت
| تصنيف الفرق حسب الوقت | تصنيف الفرق حسب الوقت          | تصنيف الفرق حسب الوقت | تصنيف الفرق حسب الوقت |
| الفريق                | الفريق                         | الوقت                 |                       |
| --------------------- | ------------------------------ | --------------------- | --------------------- |
| 1                     | Movistar Team                  | 37 س 48 د 26 ث        |                       |
| 2                     | Groupama-FDJ                   | + 32 ث                |                       |
| 3                     | TotalEnergies                  | + 34 ث                |                       |
| 4                     | Arkéa-Samsic                   | + 39 ث                |                       |
| 5                     | Van Rysel–Roubaix ‏             | + 43 ث                |                       |
| 6                     | أونو اكس برو سايكلنج تيم 2023 ‏ | + 45 ث                |                       |
| 7                     | فريق الدراجات Q36.5 ‏           | + 56 ث                |                       |
| 8                     | بنجوال باوليز ساوكس دبليو بي ‏  | + 1 د 01 ث            |                       |
| 9                     | برجس بي إتش 2023 ‏              | + 1 د 02 ث            |                       |
| 10                    | Equipo Kern Pharma ‏            | + 1 د 03 ث            |                       |
|                       |                                |                       |                       |
| مصدر: ProCyclingStats |                                |                       |                       |

## تصانيف فرعية

### تصنيف أفضل شاب
| تصنيف أفضل شاب        | تصنيف أفضل شاب          | تصنيف أفضل شاب                | تصنيف أفضل شاب | تصنيف أفضل شاب |
| العداء                | العداء                  | الفريق                        | الوقت          |                |
| --------------------- | ----------------------- | ----------------------------- | -------------- | -------------- |
| 1                     | Oier Lazkano ‏           | موفيستار                      | 12 س 35 د 30 ث |                |
| 2                     | Jacob Hindsgaul Madsen ‏ | أونو اكس برو سايكلنج تيم ‏     | + 43 ث         |                |
| 3                     | Ewen Costiou ‏           | اركيا سامسيك                  | + 49 ث         |                |
| 4                     | Jon Barrenetxea ‏        | كاجا رورال-سيغوروس ‏           | + 49 ث         |                |
| 5                     | Nicolò Parisini ‏        | فريق الدراجات Q36.5 ‏          | + 50 ث         |                |
| 6                     | Aaron Van der Beken ‏    | بنجوال باوليز ساوكس دبليو بي ‏ | + 56 ث         |                |
| 7                     | Laurence Pithie ‏        | Groupama-FDJ                  | + 56 ث         |                |
| 8                     | Thomas Gachignard ‏      | إتش بي بي تي بي – أوبير 93 ‏   | + 58 ث         |                |
| 9                     | Vinícius Rangel ‏        | موفيستار                      | + 59 ث         |                |
| 10                    | Danny van der Tuuk ‏     | Equipo Kern Pharma ‏           | + 1 د 00 ث     |                |
|                       |                         |                               |                |                |
| مصدر: ProCyclingStats |                         |                               |                |                |

## وصلات خارجية
- الموقع الرسمي
- لمحة عن سباق بوكليس دي لا مايين 2023 على موقع  ProCyclingStats   (برو  سايكلنج  ستاتس) - إحصاءات  محترفي  الدراجات.
- بوكليس دي لا مايين 2023 على موقع إحصائيات الدراجات الإحترافية (الإنجليزية)